# Helena Góralska

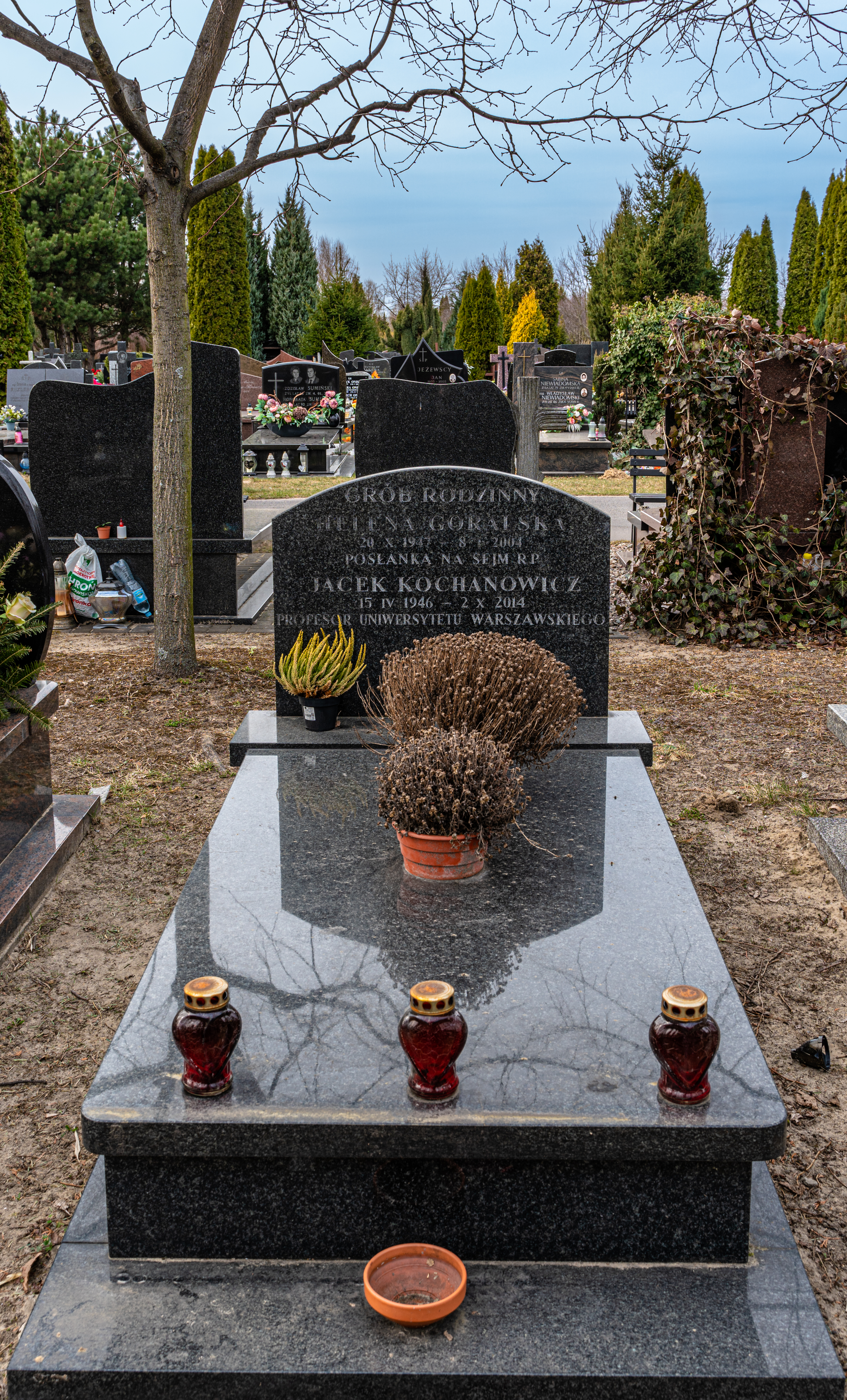
Grób Heleny Góralskiej na cmentarzu komunalnym Północnym w Warszawie

Helena Teresa Góralska (ur. 20 października 1947 w Warszawie, zm. 8 stycznia 2004) – polska polityk, ekonomistka, posłanka na Sejm I, II i III kadencji.

## Życiorys
W 1965 ukończyła II Liceum Ogólnokształcące im. Stefana Batorego w Warszawie. Z wykształcenia ekonomistka, ukończyła studia na Wydziale Ekonomii Uniwersytetu Warszawskiego (1972). W 1978 uzyskała stopień naukowy doktora nauk ekonomicznych. Pracowała jako asystent na UW (1972–1975), następnie w Głównym Urzędzie Statystycznym oraz w Instytucie Pracy i Polityki Socjalnej (1979–1989).
Była uczestniczką obrad Okrągłego Stołu. W latach 1989–1991 zajmowała stanowisko podsekretarza w Ministerstwie Pracy i Polityki Socjalnej, a w okresie 1992–1993 w Ministerstwie Finansów. Była pełnomocniczką do spraw kobiet w rządzie Tadeusza Mazowieckiego.
Od 1991 do 2001 przez trzy kadencje sprawowała mandat posłanki na Sejm z ramienia Unii Demokratycznej, a następnie Unii Wolności. Należała do kierownictwa UW, była członkinią jej rady politycznej, a także sekretarzem klubu parlamentarnego tej partii. W 2001 bez powodzenia ubiegała się o reelekcję.
Była przewodniczącą rady nadzorczej Banku Inicjatyw Społeczno-Ekonomicznych (1990–1992), prezesem zarządu Fundacji Inicjatyw Społeczno-Ekonomicznych (od 1991), prezesem rady Fundacji dla Polski (od 1994). Wykładała w Bielskiej Wyższej Szkoły Biznesu i Informatyki im. Józefa Tyszkiewicza.
Została pochowana 22 stycznia 2004 na cmentarzu komunalnym Północnym w Warszawie. Pośmiertnie odznaczona Krzyżem Oficerskim Orderu Odrodzenia Polski (2004).